# 레디메이드
레디메이드(Ready-made) 또는 파운드 오브젝트(Found object)는 어떤 일상적인 기성 용품을 또다른 새로운 측면에서 보아서 만든 미술 작품의 한 장르이다. 20세기에 마르셀 뒤샹의 《샘》이 이 장르의 대표적인 작품이다.

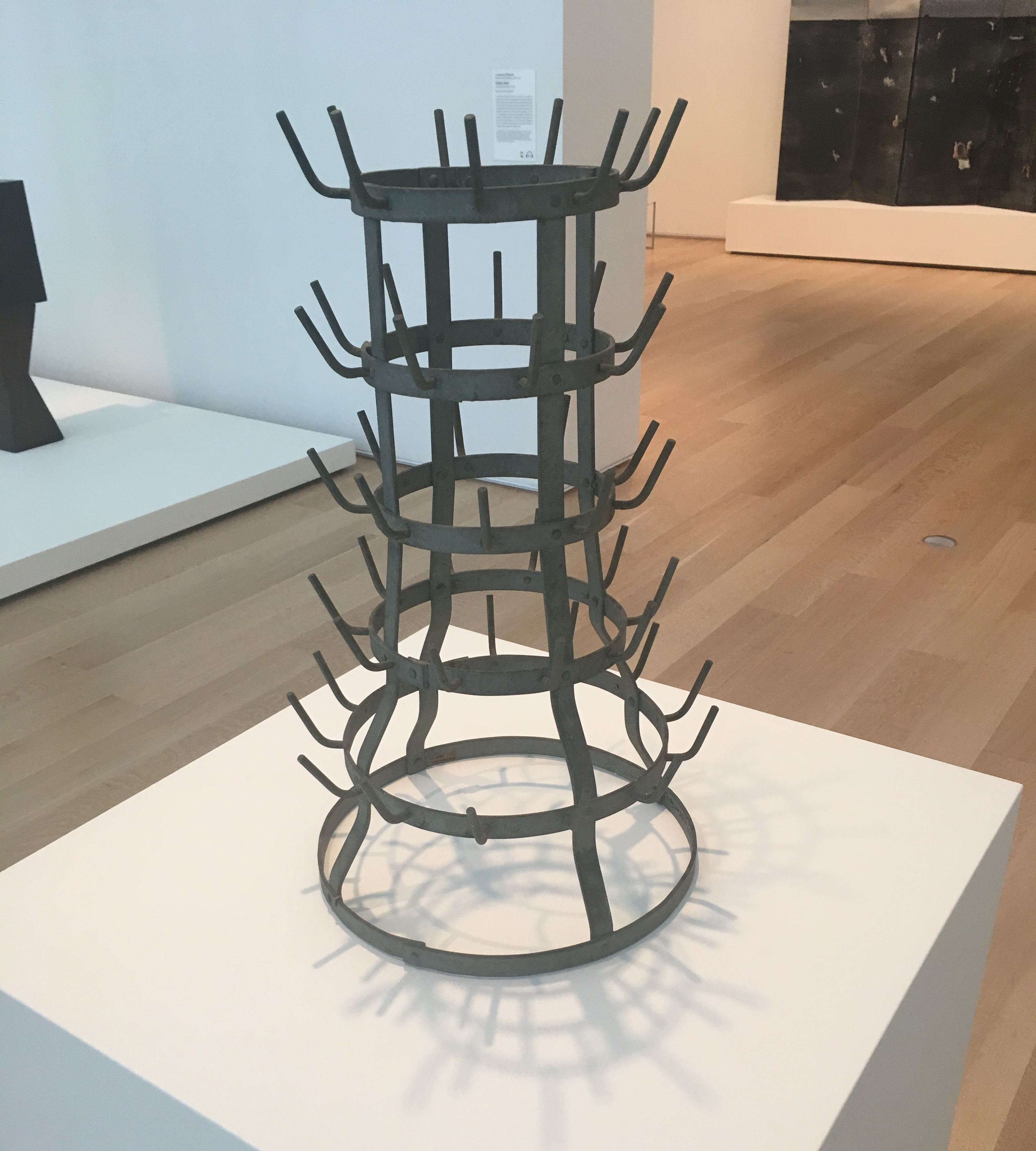

다다이즘의 레디메이드는 기성품의 일상적인 위치를 변질시킨 것이고, 제2차 대전 후의 폐물을 사용한 아상블라주나 정크 아트는 공업사회에 있어서 오브제의 새로운 전개이다.

## 정크 아트
정크 아트(Junk Art) 또는 폐물예술(廢物藝術)은 일상생활 가운데서 생긴 폐물, '잡동사니'를 소재로 제작하는 경향의 예술이다. 퀴비슴의 파피에 콜레, 다다이슴과 쉬르레알리슴의 콜라주, 오브제 등 선구적 원천이 있긴 하나, 제2차 대전 후, 1950년대 말부터 60년대 초에 걸쳐서는 특히 기계의 부품 등 현대문명이 토해 낸 폐물을 격력한 형태의 대규모로 사용한 작가가 나오고, 양식적인 미의식을 위협하는 거칠고 사나운 표현을 내놓았다. 세자르, 팅겔리, 스탄키비치, 체임벌린 등이 대표적 작가이다.

## 같이 보기
- 콜라주
- 플럭서스
- 해프닝